# 조난촌 (효고현 다키군)
조난촌(城南村)은 효고현 다키군에 있던 촌이다. 현재의 단바사사야마시 중심부의 남방,  사사야마강 좌안 및 후쿠치야마선 미나미야시로역의 동쪽 일대에 해당한다(미나미야시로역 자체는 마을 구역에 포함되지 않는다).  